# 马拉科夫塔

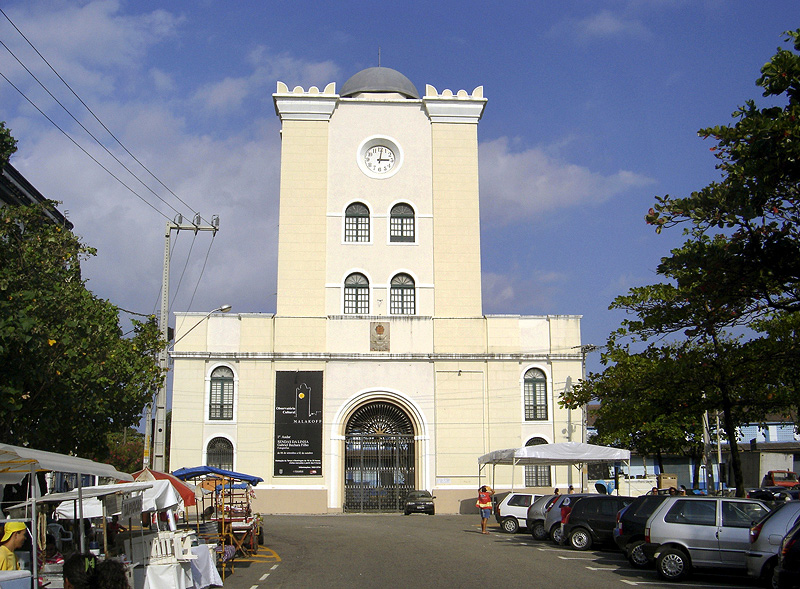
马拉科夫塔

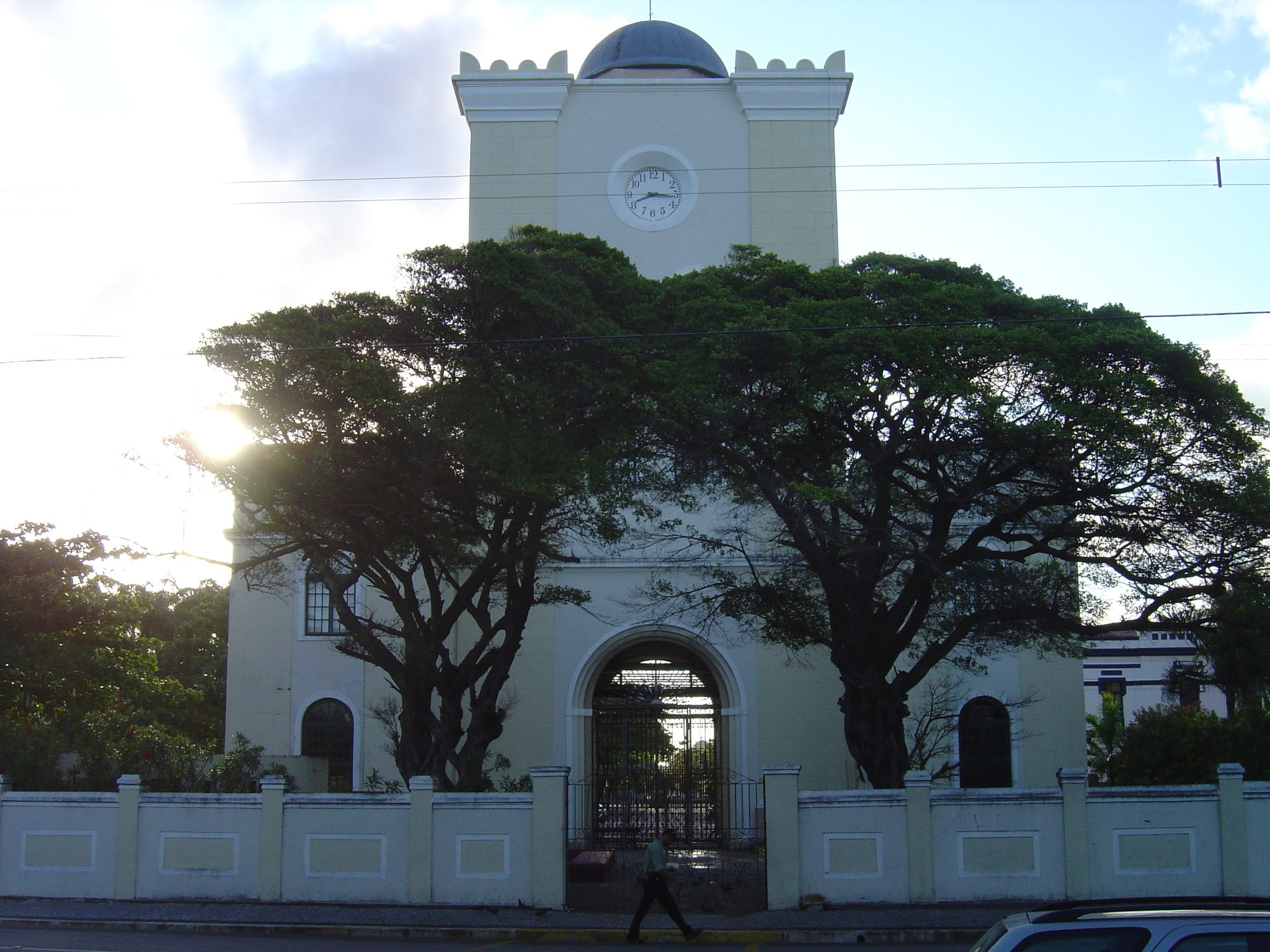

马拉科夫塔（Malakoff Tower）是位于累西腓老城的一座塔楼，建于1835至1855年，用作观测台，以及海军兵工厂（葡萄牙语：Arsenal da Marinha）广场的主要入口。它被登记为历史遗产，以克里米亚半岛上的一座类似纪念碑命名，在克里米亚战争中用作塞瓦斯托波尔的防御中心。巴西合众国建国初期，拆除海军兵工厂时，塔楼被交给累西腓港，后来被遗弃，以致濒危。当地居民，与文化机构领袖一起，动员起来反对拆除。
这座塔楼于1999年进行了翻修，保持了突尼斯风格的旧特色，包括文化区和天文学观测台:
- 文化区 – 涉及科学、艺术和技术，有照片、漫画等展品。
- 天文观测台 - 它是属于空间科学博物馆的两个天文观测站之一，一座就是马拉科夫塔，另一个位于奥林达。